# 태국둥근잎박쥐
태국둥근잎박쥐 또는 태국잎코박쥐(Hipposideros halophyllus)는 잎코박쥐과에 속하는 박쥐의 일종이다. 태국의 토착종이다.

## 분포
롭부리 주 카오 사모르 콘에서 1000~1400마리, 치앙마이 주 파 댕 동굴과 사깨오 주 카로 싱토 지역에서 각각 200마리 이하 그리고 사라부리 주 톤 찬 동굴과 펫차부리 주 카오 요이 동굴에서 발견된다.